# پئال د بسرو
پِئال دِ بِسِرو (به اسپانیایی: Peal de Becerro) یکی از دهستان‌های استان خائن در کشور اسپانیا است. این شهر با مساحت  کیلومتر مربع،  تن جمعیت دارد.